# Singener Fluchtroute
Die Singener Fluchtroute bezeichnet im engeren Sinne den Fluchtweg mehrerer bis dahin gefangener Offiziere aus dem Kriegsgefangenenlager Schloss Colditz (Oflag IV C) in Sachsen im Zweiten Weltkrieg in die Schweiz nach Schaffhausen. Im weiteren Sinne ist damit jede Flucht aus dem Herrschaftsbereich der Nazi-Diktatur durch das Grenzgebiet des Hegaus in den Kanton Schaffhausen gemeint.

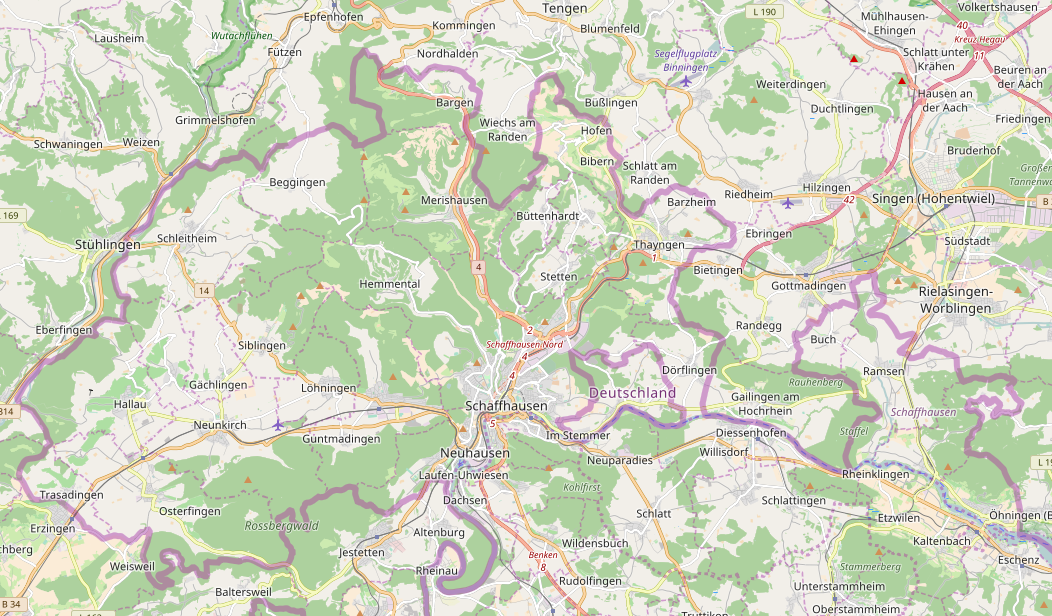
Grenzverlauf zwischen Deutschland und dem Kanton Schaffhausen

## Verlauf der Fluchtroute

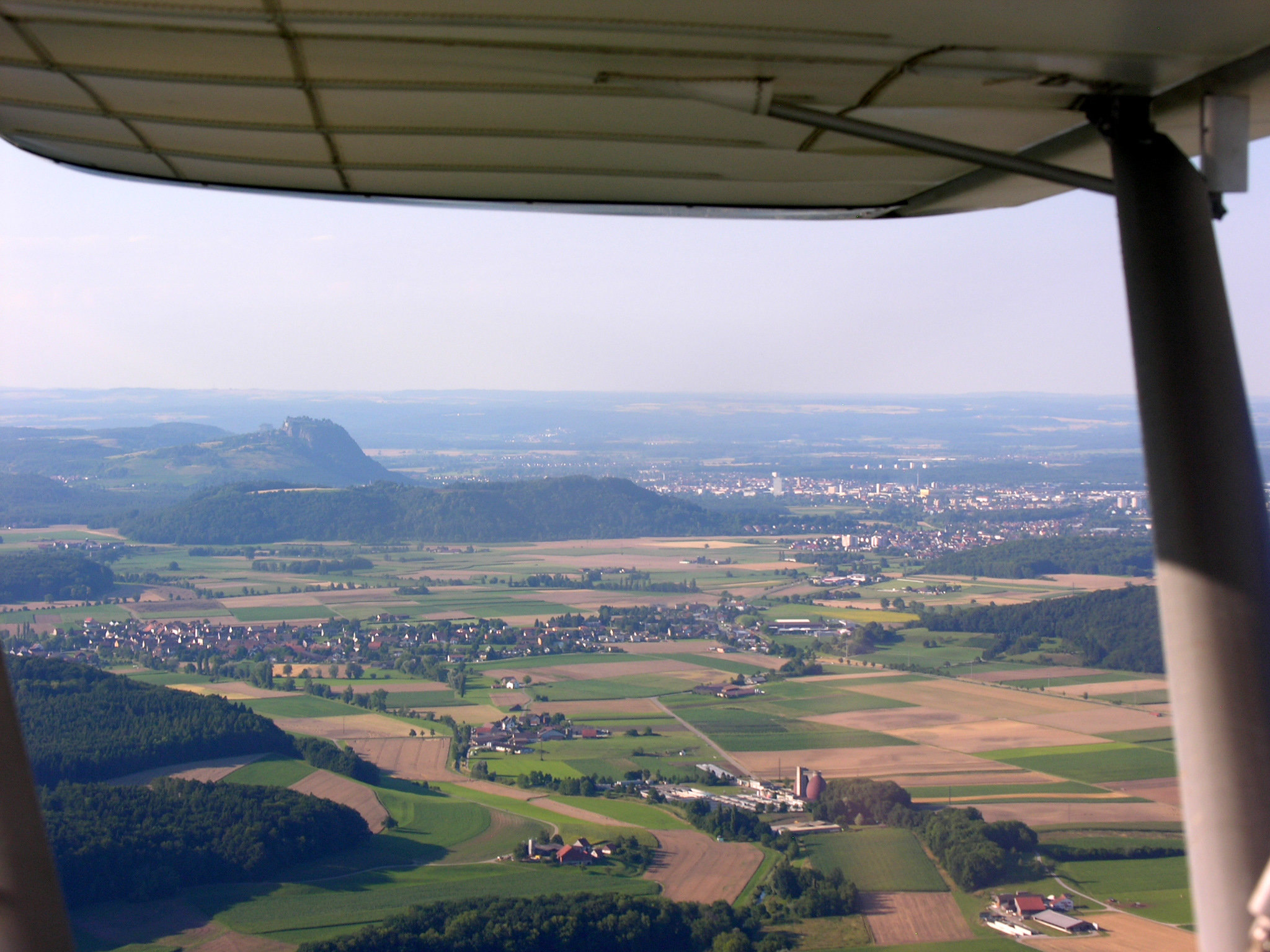
Gelände zwischen Singen am Hohentwiel in Deutschland (im Hintergrund) und Ramsen im Kanton Schaffhausen in der Schweiz

Der Ausdruck „Singener Fluchtroute“ ist ungenau, da Singen nur ganz allgemein die Grenzregion angibt, aus der die Fluchten stattfanden. Viele Flüchtlinge kamen mit dem Zug am Singener Bahnhof an und flohen dann auf verschiedenen Wegen weiter in den Kanton Schaffhausen.

## Flucht von  Juden
Die Schweizer Grenzregion am Rhein war deswegen für viele von der Deportation bedrohten Juden aus Deutschland ein Ziel, da sich ab 1942 gegenüber jüdischen Flüchtlingen von Seiten des Kantons Schaffhausen eine relativ humane Praxis gegenüber rassistisch Verfolgten entwickelte. Sie war offener als die Vorgaben aus Bern, welche in der Regel eine Ausschaffung (Abschiebung) vorsahen. Der unübersichtliche Verlauf der Grünen Grenze in Zickzacklinien erleichterte zudem die Flucht. Allerdings war es unter dem Verbot der Benutzung von Transportmitteln und einem „grundlosen“ Aufenthalt im Zollgrenzbereich sehr schwer, sich der Grenze unbemerkt zu nähern. Ohne die Ortskenntnis deutscher bzw. Schweizer Fluchthelfer wäre für viele jüdische Deutsche auf der Flucht ein Entkommen kaum möglich gewesen. Die folgend dargestellten drei Fluchthelfer können exemplarisch für viele andere gelten.

## Einige Fluchthelfer der Juden

### Joseph Höfler
Josef Höfler wurde in Bietingen nahe der Schweizer Grenze geboren. Seine Frau Elise Höfler (geborene Brütsch) heiratete er 1935, die Tochter Gertrud wurde 1938 geboren. Er lebte mit seiner Familie zur Zeit des Nationalsozialismus in Gottmadingen und war von Beruf Schlosser und vom Kriegsdienst freigestellt, da er in der Rüstungsindustrie beschäftigt war. Joseph Höfler half jüdischen Flüchtlingen auf der Singener Fluchtroute über die Schweizer Grenze. Mit Hilfe von Willi Vorwalder und Hugo Wetzstein rettete er so 28 jüdischen Flüchtlingen das Leben. Er wurde dabei erwischt, verhaftet und vor Gericht gestellt. Der Prozess fand wegen des Kriegsendes nicht statt.

### Luise Meier
Luise Meier wurde als Luise Bemm in Vorhalle bei Hagen im südöstlichen Ruhrgebiet geboren. Sie war mit Karl Meier verheiratet, der 1942 an Magenkrebs starb. Die beiden hatten vier Söhne, zwei von ihnen fielen im Krieg. Luise Meier wohnte in Berlin-Grunewald in einer Gründerzeitvilla. Im selben Haus betrieb die Jüdin Fedora Curth eine Pension, in welcher Juden unterkamen, die auf ihre Ausreise warteten. Unter anderem lebten dort auch Freunde des Ehepaars Meier, was sie dazu bewog, den Juden zu helfen, als die Pension 1941 zwangsweise geschlossen wurde und ihre Bewohner in Judenwohnungen umziehen mussten. Sie verhalf insgesamt 28 Juden zur Flucht, indem sie sie zu Josef Höfler nach Gottmadingen in die Grenznähe zur Schweiz brachte. Für ihre Verdienste wurden Meier und Höfler posthum von Yad Vashem als Gerechte unter den Völkern ausgezeichnet.

### August Ruf und Eugen Weiler

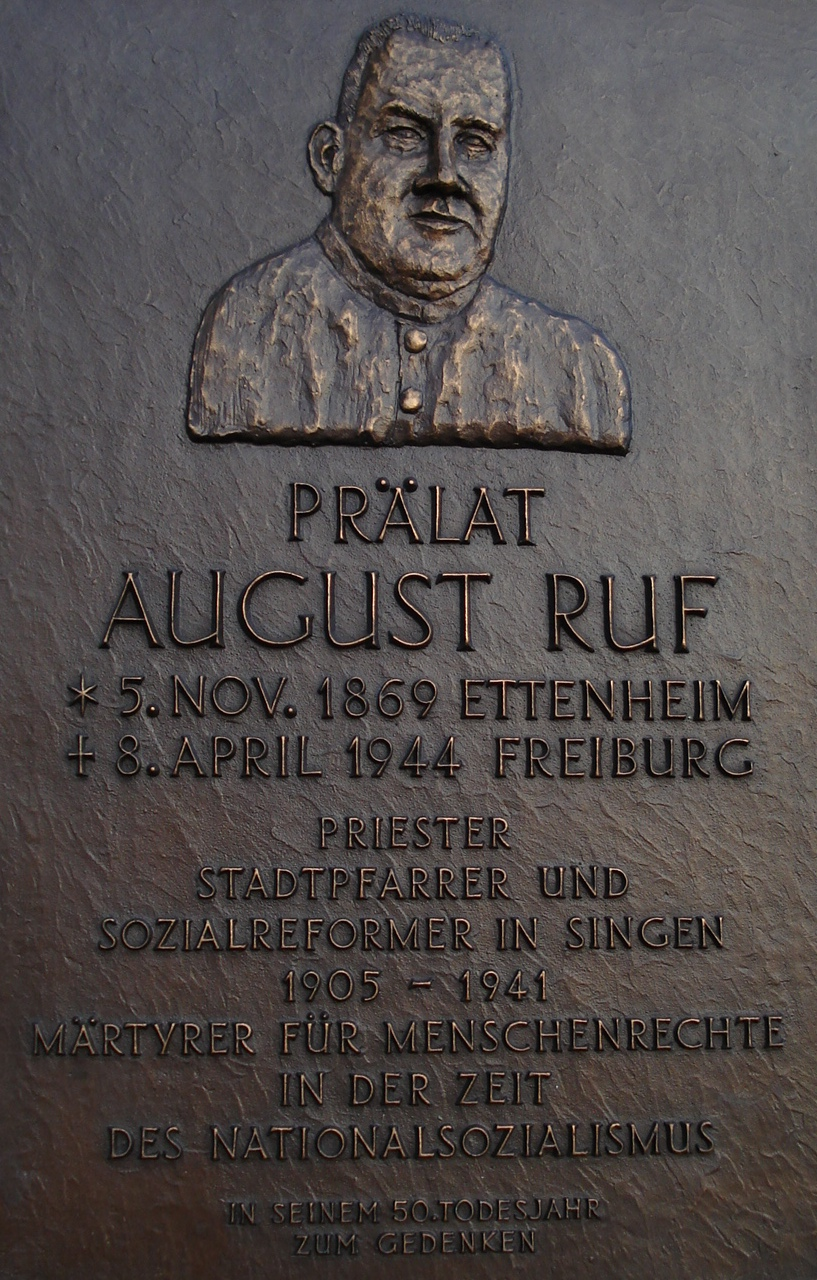
Gedenktafel zum 50. Todestag von August Ruf

Im Jahr 1943 half der Singener Pfarrer August Ruf Käthe Lasker, einer Jüdin aus Berlin, zur Flucht vor der Judenverfolgung. Er bat seinen Amtskollegen Pfarrer Eugen Weiler aus Wiechs am Randen ihr bei ihrer Flucht in die Schweiz zu helfen, was dann auch geschah. Die Hilfe der beiden Geistlichen wurde aber bekannt. Im Oktober 1943 wurde August Ruf deshalb vom Amtsgericht Singen zu sechs Monaten Haft verurteilt. Am 29. März 1944 entließ man ihn überstürzt, da klar war, dass er die Haft aufgrund der schlechten Bedingungen nicht überleben würde. Am 8. April 1944 verstarb er in Freiburg im Breisgau. Auch Eugen Weiler wurde 1942 verhaftet und im selben Jahr in das Konzentrationslager Dachau bei München überstellt.
Im Februar 2005 erhielten August Ruf und Eugen Weiler für ihre selbstlosen Taten eine Ehrung der israelischen Gedenkstätte Yad Vashem in Jerusalem, indem man ihnen den Titel „Gerechte unter den Nationen“ verlieh.

## Flucht von Offizieren aus deutscher Kriegsgefangenschaft

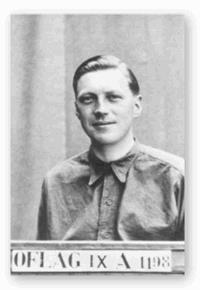
Airey Neave

Einer der ersten Fluchtversuche von Offizieren an die Grenze zur Schweiz war der des Niederländers Hans Larive aus dem deutschen Offiziers-Kriegsgefangenenlager Soest (OfLag VI-A) im Oktober 1940. Er wurde im Singener Grenzgebiet auf dem Weg in die Schweiz verhaftet. Um ihn zu verhöhnen, erzählte ihm ein deutscher Gestapo-Offizier, wie er erfolgreich hätte flüchten können und welchen Fluchtweg er im Grenzgebiet hätte benutzen sollen. Diese Informationen nutzte Larive und trug dadurch in den darauf folgenden Jahren zur erfolgreichen Flucht von mehreren niederländischen und britischen Gefangenen aus dem Offizierslager Schloss Colditz (OfLag IV-C) bis in die Schweiz bei.
Normalerweise verlief die Flucht per Bahn nach Singen, dann wurde sie zu Fuß über die Grenze am „Spiesshof“ vorbei nach Ramsen fortgesetzt. Dieses Schweizer Dorf nahe der deutschen Grenze war der Ort, der im Zweiten Weltkrieg für die flüchtenden Gefangenen der Nationalsozialisten das Ziel war und Freiheit bedeutete. Unter den geflohenen Offizieren befanden sich unter anderem Airey Neave, Francis Steinmetz, Tony Luteyn, Patrick Robert („Pat“) Reid und Howard Douglas Wardle.
Später wurden als Ausgangspunkt für die weitere Flucht zu Fuß die Bahnhöfe Stockach und Tuttlingen gewählt. Bis Oktober 1943 gelang es 19 gefangenen Offizieren aus den Niederlanden, Großbritannien und Kanada über die Singener Route zu fliehen. Die Bewachung der Grenze war lückenhaft, weil Zollbeamte an die neuen Außengrenzen des Deutschen Reichs versetzt sowie zur Wehrmacht eingezogen worden waren. In der Schweiz wurden Verhörprotokolle über die Flucht angefertigt, die im Bundesarchiv in Bern aufbewahrt werden (Dossiers E4264 und E4320B). Die weitere Flucht über Genf in der Schweiz nach Südfrankreich war ab November 1942 nicht mehr möglich, weil die Vichy-Zone von deutschen Truppen besetzt worden war.

## Flucht der in der Wirtschaft eingesetzten Zwangsarbeiter
Während des Zweiten Weltkrieges versuchten auch einige nach Deutschland deportierte Zwangsarbeiter über die Schaffhauser Grenze zu fliehen. Die meisten waren in der Landwirtschaft oder in den Singener Fabriken, wie bei Maggi, bei der Georg Fischer AG oder den Aluminium-Walzwerken Singen eingesetzt gewesen. Zumindest die zivilen Gefangenen aus Polen oder der Sowjetunion wurden bis Sommer 1944 in der Regel von den Schweizer Grenzern abgewiesen, was für sie ein sicheres Todesurteil bedeutete. Erst danach wurden sie in der Schweiz aufgenommen; so setzten sich z. B. zwei Zwangsarbeiter aus dem Goldbacher Stollen der Friedrichshafener Rüstungsbetriebe im März 1945 erfolgreich in Richtung Schaffhausen ab.